# Heidacker
Heidacker ist eine Hofschaft im Norden der bergischen Großstadt Wuppertal.

## Lage und Beschreibung
Die Hofschaft liegt im Nordosten des Wohnquartiers Siebeneick im Stadtbezirk Uellendahl-Katernberg auf einer Höhe von 245 m ü. NHN im Tal des Heidacker Bachs.
Benachbarte Orte sind die unmittelbar angrenzende Orte Brink, Frickenhaus, Untenrohleder und Schmitzhaus, sowie die umgebenden Orte Obenrohleder, Schneis, Saurenhaus, Schmürsches, Mutzberg, Dümpel, Fingscheidt, Worth, Schevensiepen, Krieg und Wolfsholz. Nordöstlich befindet sich die Erhebung Woltersberg im Waldgebiet Große Busch/An Woternocken.
In der lokalen Mundart wurde der Ort auch als om Heidtacker bezeichnet.

## Geschichte
Der Hof Heidacker wurde erstmals 1508 und 1521 in einer Schatzungsliste der Herrschaft Hardenberg als Kotten oder Viertelshof urkundlich erwähnt. 1703 ist die Zugehörigkeit zur Hardenberger Bauerschaft Oberste Siebeneick beurkundet.
Im 19. Jahrhundert gehörte Heidacker zu der Bauerschaft Obensiebeneick der Kirchengemeinde Dönberg in der Bürgermeisterei Hardenberg, die 1935 in Neviges umbenannt wurde. Damit gehörte es von 1816 bis 1861 zum Kreis Elberfeld und ab 1861 zum alten Kreis Mettmann. 
Im Gemeindelexikon für die Provinz Rheinland von 1888 werden ein Wohnhaus mit sechs Einwohnern angegeben.
Mit der Kommunalreform von 1929 wurde der südöstliche Teil von Obensiebeneick um Heidacker abgespalten und zusammen mit südlichen Dönberger Ortschaften in die neu gegründete Stadt Wuppertal eingemeindet, der Rest Obensiebeneicks verblieb zunächst bei Neviges. Durch die nordrhein-westfälische Gebietsreform kam Neviges mit Beginn des Jahres 1975 zur Stadt Velbert und das restliche Obensiebeneick wurde ebenfalls Wuppertal eingemeindet.